# Milán-San Remo 1908
La Milán-San Remo 1908 fue la 2.ª edición de la Milán-San Remo. La carrera se disputó el 5 de abril de 1908. El vencedor final el belga Cyrille van Hauwaert.
48 ciclistas tomaron parte, acabando 14 de ellos.  

## Clasificación final
| Posición | Ciclista             | Equipo        | Tiempo       |
| -------- | -------------------- | ------------- | ------------ |
| 1        | Cyrille Van Hauwaert | Alcyon-Dunlop | 11h 33' 00"  |
| 2        | Luigi Ganna          | Alcyon-Dunlop | + 3' 30"     |
| 3        | André Pottier        | Alcyon-Dunlop | + 6' 25"     |
| 4        | Augustin Ringeval    | Alcyon-Dunlop | + 17' 40"    |
| 5        | Louis Trousselier    | Alcyon-Dunlop | + 33' 00"    |
| 6        | Marcel Lequatre      | Alcyon-Dunlop | + 47' 00"    |
| 7        | Giovanni Rossignoli  | Alcyon-Dunlop | + 1h 05' 00" |
| 8        | Jean Morini          | -             | + 1h 26' 00" |
| 9        | Carlo Andreoli       | -             | + 1h 26' 30" |
| 10       | Clemente Canepari    | Alcyon-Dunlop | + 1h 36' 30" |